# Novofontanka, Baștanka
Novofontanka (în ucraineană Новофонтанка) este un sat în comuna Kașpero-Mîkolaiivka din raionul Baștanka, regiunea Mîkolaiiv, Ucraina.

## Demografie
Componența lingvistică a localității Novofontanka
     Ucraineană (89,77%)
     Rusă (6,82%)
     Română (1,14%)
Conform recensământului din 2001, majoritatea populației localității Novofontanka era vorbitoare de ucraineană (89,77%), existând în minoritate și vorbitori de rusă (6,82%), polonă (2,27%) și română (1,14%).